# 柳瀬観
柳瀬 観（やなせ のぞむ、1932年2月4日 - 2009年2月21日）は日本の映画監督である。協同組合日本映画監督協会物故会員。

## 経歴
1932年4月4日、東京都大田区大井町に生まれる。中央大学杉並高等学校を経て、1954年、早稲田大学第一文学部演劇専修を卒業。日活撮影所に入社し、契約助監督となる。同時に、早稲田大学大学院文学研究科で映画を専攻（1956年中退）。日活では野口博志、佐伯清、阿部豊、井上梅次、堀池清、鈴木清順、に助監督としてつく。1963年、『探偵事務所23 銭と女に弱い男』で監督昇進。『北国の街』舟木一夫の主演映画を多く手掛ける。1965年、フリーとなる。『ハレンチ学園』『プレイガール』『プロフェッショナル』などテレビドラマの演出も多数。

## フィルモグラフィ

### 映画
- 探偵事務所23 銭と女に弱い男（1963年）
- 虎の子作戦 （1963年）
- 仲間たち（1964年）
- 若い港（1964年）
- 早射ちジョー 砂丘の決斗（1964年）
- 花咲く乙女たち（1965年）
- 北国の街 （1965年）
- 東京は恋する（1965年）
- 高原のお嬢さん（1965年）
- 魔性の女 （1968年）
- やくざ番外地 抹殺（1969年）

### テレビドラマ
- 怪獣マリンコング（1960年）
- 特ダネ記者（1966年）
- 愛妻くん（1966年）
- あいつと私（1967年）
- 花の罪（1967年）
- 喧嘩太郎（1968年）
- 女の盛装（1968年）
- マイティジャック（1968年）
- 犬と麻ちゃん（1969年）
- 5人の危険屋 プロフェッショナル（1969年）
- ハレンチ学園（1970年 - 1971年）
- プレイガール（1971年 - 1972年）
- 熱愛（1973年）
- 徳川の夫人たち（1974年）
- 妻の再婚（1980年）
- 晩歌[2]

## ラジオ出演
- 人生てんこもりあなたにDoN（西日本放送、2008年9月26日）